# Sarugaku (Chiyoda)
Sarugaku (jap. 猿楽町, -chō) ist ein Ortsteil im Tōkyōter Stadtbezirk Chiyoda.
Am 1. Januar 2009 betrug die Bevölkerungszahl nach dem Melderegister Chiyodas 663 Einwohner.
Ein Gebiet mit dem Namen Sarugaku gibt es auch im Stadtbezirk Shibuya, siehe Sarugaku (Shibuya).

## Allgemeines
Sarugaku liegt im Norden des Stadtbezirkes Chiyoda. Im Norden und Osten grenzt Sarugaku an Kanda-Surugadai, im Süden an Kanda-Ogawamachi und im Westen an Misaki, Nishikanda und Kanda-Jimbō. Die westliche Grenze bildet die Kinka-Straße (錦華通り, Kinka-dōri).
Sarugaku ist ein Geschäftsviertel. Außer Bürogebäuden und Geschäften befinden sich auch Universitäts- und Oberschuleinrichtungen in Sarugaku.